# 維克托里尼夫卡
51°8′25″N 33°50′1″E / 51.14028°N 33.83361°E
維克托里尼夫卡（烏克蘭語：Вікторинівка）是位於烏克蘭東北部的村莊，由蘇梅州科諾托普區的布林市鎮負責管轄。該村處於邦達里附近，海拔高度153米，2001年該村落人口208。